# 902
902（九百二、きゅうひゃくに）は自然数、また整数において、901の次で903の前の数である。

## 性質
- 902は合成数であり、約数は 1, 2, 11, 22, 41, 82, 451, 902 である。
  - 約数の和は1512。
  - 約数の個数が3連続(902,903,904)で同じになる19番目の数である。1つ前は697、次は921。
- 120番目の楔数である。1つ前は894、次は903。
- 200番目のハーシャッド数である。1つ前は900、次は910。
  - 11を基とする8番目のハーシャッド数である。1つ前は803、次は2090。
  - 楔数がハーシャッド数になる28番目の数である。1つ前は874、次は915。
- 偶数のノントーティエントである。
- 各位の和が11になる67番目の数である。1つ前は830、次は911。
- 902 = 12 + 152 + 262 = 22 + 132 + 272 = 52 + 62 + 292 = 72 + 182 + 232 = 92 + 142 + 252 = 102 + 192 + 212
  - 異なる3つの平方数の和6通りで表せる42番目の数である。1つ前は885、次は930。(オンライン整数列大辞典の数列 A025344)
- 902 = 63 + 73 + 73
  - 3つの正の数の立方数の和1通りで表せる117番目の数である。1つ前は882、次は918。(オンライン整数列大辞典の数列 A025395)

## その他 902 に関連すること
- 西暦902年
- 紀元前902年
- 京王デヤ901・902形電車
- 西鉄大牟田線の貨物用電車#901・902
- MD エクスプローラー#性能主要諸元 (MD 902)
- 902号線 (オーストリア)
- 902空
- 902i
- 902T
- 902SH